# 吉川和男 (地球科学者)
吉川 和男（よしかわ かずお、1948年 - ）は、日本の地球科学者・教育学者。博士（理学）。群馬大学教授を退任して同大学名誉教授。専門は岩石・鉱物・鉱床学。

## 来歴・人物
1948年、出生。1971年、北海道大学理学部地質学鉱物学科卒業。1973年3月、北海道大学大学院理学研究科地質学鉱物学修了、理学修士、1976年3月、同大学院、博士（理学）。
1976年4月 - 1982年3月、理化学研究所に研究員として務める。その後、群馬大学教育学部学校教育講座理科専攻教授。群馬大学教育学部附属学校教育臨床総合センター長を兼任。2014年教授退官し、群馬大学名誉教授。
造岩鉱物の成因に関する研究、温泉沈殿物の鉱物学的研究、遺跡出土土器の鉱物学的研究など、専門である地学（岩石・鉱物）分野を中心に、理科教育の教材開発を研究テーマとしている。

## 著書・論文

### 著書
- 共著『自然美マップ －自然史を旅する－』(上毛文庫41)、群馬県高等学校教育研究会地学部会(編集)、上毛新聞社、1999年7月1日、ISBN 978-4880587486。
- 共著『群馬新百科事典』上毛新聞社、2008年3月1日、ISBN 978-4880589886。
- 共著『ぐんまの大地 －生いたちをたずねて』「ぐんまの大地」編集委員会：著、上毛新聞社、2009年12月1日、ISBN 978-4863520158。

### 論文
- 『Acmite-vanadium acmite solid solution in the pressure of H2O at high pressyre.』Jour. Fac. Sci. Hokkaido Univ., 18, 49-55, 1978年
- 『The bearing of the system NaFe3+Si2O6-CaAl2SiO6 on aegirine and omphacite.』Nat. Geogr. Jour. India, 24, 121-128, 1978年
- 『鉄マンガン団塊（地質時代の団塊と現世の団塊）』地球，1(4)，313-321, 1979年
- 『マンガン団塊中のカイジュウジフッ石』理研報告，58，11-19, 1982年
- 『Note on hedenbergite-andradite-bearing xenolith from Motodori Yama, Nagano, Japan.』Mem. Geol. Soc. China, No.5, 117-126, 1983年
- 『出土土器の鉱物学的研究．渋川市発掘調査報告書』第12集「御幸田山遺跡」，本文編II，渋川市教育委員会･群馬県企業局･日本道路公団，544-559, 1987年
- 『赤城温泉の化学成分』群馬県温泉協会学術調査研究調査報告，1-7, 1989年
- 『赤城温泉の温泉地質』群馬県温泉協会学術調査研究調査報告，11-20, 1989年
- 『Notes on rock-forming minerals in the Joetsu district, Niigata Prefecture, Japan (3) : Hedenbergite-ferrosalite from Yoneyama』上越教育大学研究紀要. 第3分冊, 自然系教育, 生活・健康系教育 9, 57-65, 1990-03-31
- 『X-ray diffraction methods for small samples and its application to two tiny minerals from Bolivia.』Sci. Rep. Fac. Educ. Gunma Univ., 39, 19-40, 1990年
- 『梨木温泉の化学成分』群馬県温泉協会学術調査研究調査報告，1-7, 1990年
- 『梨木温泉の温泉地質』群馬県温泉協会学術調査研究調査報告，9-19, 1990年
- 『埴輪の鉱物学的研究「神保下條遺跡」鏑川流域における埴輪出土古墳の調査』（財）群馬県埋蔵文化財調査事業団調査報告，第137集，287-294, 1992年
- 『藪塚温泉と五色温泉の化学成分』群馬県温泉協会学術調査研究調査報告，1-14, 1992年
- 『群馬県北東部楢俣川流域に分布する火成岩・火砕岩の放射年代』群馬大学教育学部紀要 自然科学編 (41), p35-51, 1993年
- 『今井白山遺跡出土の土器片の鉱物学的研究「今井白山遺跡」』（財）群馬県埋蔵文化財調査事業団調査報告，第145集，180-191, 1993年
- 『群馬県水上町,タキガ沢火山灰層中のキンセイ石およびカミングトン閃石』群馬大学教育学部紀要 自然科学編 (42), p97-111, 1994年
- 『群馬県安中市周辺の野殿累層中の凝灰岩ブロックから発見された菫青石とカミングトン閃石について』地球科学 48(2), 133-141, 1994年
- 『Note on rock-forming minerals in the Joetsu district, Niigata Prefecture, Japan.(7)Phillipsite from Yoneyama.』上越教育大学研究紀要 13(2), 399-406, 1994年3月
- 『藪塚温泉の温泉地質』群馬県温泉協会学術調査研究調査報告，1-12, 1994年
- 『中部・関東地方の遺跡出土黒曜石の原産地―山梨県の遺跡に関する推定例―』帝京大学山梨文化財研究所研究報告，第5集，113-128, 1994年
- 『群馬県嬬恋村石津産のユガワラ沸石』群馬大学教育学部紀要 自然科学編 (43), 61-70, 1995年
- 『群馬県藤岡市産のDYPINGITE及びNESQUEHONITE』群馬大学教育学部紀要 自然科学編 (44), 77-90, 1996年
- 『Note on rock-forming minerals in the Joetsu district, Niigata Prefecture, Japan.(10)Pectolite from the Omi district.』上越教育大学研究紀要 16, 299-306, 1996年3月
- 『群馬県榛名火山噴出物中のキンセイ石』群馬大学教育学部紀要 自然科学編 (45), 89-102, 1997年
- 『四万温泉の温泉地質図』群馬県温泉協会学術調査研究調査報告書，1-13, 1997年
- 『群馬県藤原産大倉変質玄武岩中の二次鉱物』群馬大学教育学部紀要 自然科学編 (46), 117-134, 1998年
- 『群馬県中之条町に分布する関東ローム層中の苦土大隅石』群馬大学教育学部紀要 自然科学編 (47), 103-112, 1999年
- 『群馬県碓氷郡松井田町碓氷峠産のスコレス沸石』群馬大学教育学部紀要 自然科学編 （大学・研究所等紀要、2000年）
- 『群馬県中之条町四万産の若土電気石と石英』群馬大学教育学部紀要 自然科学編 （大学・研究所等紀要、2001年）
- 『群馬県川場村ザクロ石鉱床中のヘスチングス閃石および鉄普通角閃石（共著）』 群馬大学教育学部紀要 自然科学編 （大学・研究所等紀要 2002年）
- 『群馬県八王子丘陵の第三系含ザクロ石凝灰岩中のザクロ石』群馬大学教育学部紀要 自然科学編 （大学・研究所等紀要 2003年）
- 『尾瀬温泉戸倉の湯ボーリング柱状図・説明書』群馬県温泉協会学術調査研究調査報告，1-20, 2004年
- 『群馬県片品村戸倉産鉄斧石』群馬大学教育学部紀要 自然科学編 （大学・研究所等紀要 2004年）
- 『群馬県川場村、蛇紋岩メランジ露頭の岩石と鉱物』群馬大学教育学部紀要 自然科学編（大学・研究所等紀要 2005年）
- 『群馬県川場村木賊産のNi-As-S系鉱物』群馬大学教育学部紀要 自然科学編 54, 41-55, 2006年
- 『希硫酸溶液による造岩鉱物の変質』群馬大学教育学部紀要 自然科学編 55, 59-75, 2007年
- 『群馬県嬬恋村石津産アラバンド鉱およびウルツ鉱』群馬大学教育学部紀要 自然科学編 56, 27-36, 2008年
- 『回転機能を有する簡易偏光顕微鏡の作成―生徒用生物顕微鏡を偏光顕微鏡に―』群馬大学教育実践研究，第25号，67-75, 2008年
- 『群馬県赤城火山産の2種類の大隅石について』群馬大学教育学部紀要 自然科学編 57, 23-32, 2009年
- 『群馬県中之条町四万ろう石鉱床産苦土フォイト電気石』群馬大学教育学部紀要 自然科学編 58, 23-34, 2010年、
- 『群馬県沼田市白沢町の蛍石を伴う鉱床中の鉱物について』群馬大学教育学部紀要 自然科学編 59, 55-70, 2011年、吉川和男,佐々木孝,大場孝信
- 『合成砥石を用いた岩石薄片の作成--学校現場における岩石薄片の簡便な作成法』群馬大学教育実践研究 (28), 39-46, 2011-03、眞崎将太,白井輝,吉川和男
- 『群馬県片品村赤澤鉱山からトパーズ含有鉱石の発見』群馬大学教育学部紀要. 自然科学編 60(-), 15-25, 2012年、吉川和男,真崎将太,小林まさ代
- 『別府温泉明礬地区におけるカオリナイト質粘土を用いた湯の花の生産』Production of Yunohana Sinter with the Use of Kaolinite Clay in the Myoban Area, Beppu Hot Springs、日本温泉科学会、温泉科学 62(1), 3-12, 2012-06-30、吉川 和男 [他][5]
- 『群馬県内産の輝水鉛鉱の産状』群馬大学教育学部紀要，自然科学編，61，21-34, 2013年
- 『天然産二硫化モリブデンの走査トンネル顕微鏡(STM)画像』群馬大学教育学部紀要，自然科学編，61，89-94, 2013年
- 『河川砂の教材化とその実践例―特にプレパラート作成法の工夫について―』群馬大学学校教育実践研究，第30号、土佐純一・白井輝・吉川和男（2013年)

## 所属学会
- 日本鉱物学会 - 2007年まで。
- 日本岩石鉱物鉱床学会 - 2007年まで。
- 日本鉱物科学会 - 上記2団体の合併により設立。
- 日本温泉科学会

## 栄誉・受賞歴
- 環境省 温泉功労表彰（第33回、2014年7月）- 温泉の保護や適正利用の功績[6][7][8]。
- 群馬県 県総合表彰（2016年5月）- 県内各界の功労者や地道な活動の表彰。「保健」分野[9]。
- 群馬県 功労者表彰（2021年10月28日）- 地方自治、社会福祉、産業界等の各般の分野において功績のあった者の表彰。「保健」分野[10]。

## 審議会・研究会等、学外の役職
- 群馬県文化財保護審議会 - 名勝・天然記念物部会専門委員[11]
- 群馬県立自然史博物館 - 地学専門委員
- 下仁田ジオパーク - 下仁田町自然史館 ジオパーク下仁田協議会学術部会 専門委員
- 群馬県温泉協会 - 副会長、学術部 副委員長（温泉科学班長）[12]